# فرودگاه شهری آلگونا
فرودگاه شهری آلگونا (به انگلیسی: Algona Municipal Airport) یک فرودگاه همگانی بهره‌برداری هوایی با کد یاتا AXG است که یک باند فرود بتن دارد و طول باند آن ۱۲۰۷ متر است. این فرودگاه در کشور ایالات متحده آمریکا قرار دارد و در ارتفاع ۳۷۲ متری از سطح دریا واقع شده‌است.